# Семјон Милошевић
Семјон Милошевић (21. октобар 1979, Чапљина, СФРЈ) је бивши је српски фудбалер. Играо је на позицији одбрамбеног играча.

## Клупска каријера
Фудбалом је почео да се бави у Чапљини, гдје је рођен. Да би, као пионир, прешао у ФК Летар у Требињу. Као кадет прелази у Никшић, гдје стиче потпуну афирмацију као професионални фудбалер, у сезони 1995/1996. у ФК Сутјеска. Одиграо је преко 100 утакмица у Првој лиги ФР Југославије.
Након теже повреде, каријеру поново оживљава у ФК Модрича Максима 2002, са којом осваја наслов првака Републике Српске и пласман у Премијер лигу Босне и Херцеговине.
У наредној сезони прешао је у ФК Леотар из Требињa. За Леотар је играо на квалификацијама за УЕФА Лигу шампиона 2005.-2006.
Године 2004. отишао је у Зрињски - Мостар и освојио наслов првака.
Након тога је, 2005. године, отишао у азербејџански фудбалски клуб Олимпик - Баку.
У сезони 2005/2006 вратио се у своју домовину, Босну и Херцеговину, у клуб НК Посушје и остао у Посушју још једну сезону.
Ѕатим, у јануару 2007, на полу-сезони, прелази у ФК Сарајево и још једном побјеђује у босанској Премијер лиги. Милошевић је, поново, играо у УЕФА Лиги шампиона и коначно се пласирао у Куп УЕФА 2007/2008.
У септембру 2008. Милошевић је прешао у пољски тим Краковија из Кракова, гдје је одиграо једну сезону.
Вратио се у ФК Леотар у јуну 2009. године и одиграо 5 утакмица у Премијер лиги БиХ, прије него што се преселио у ФК Слобода Тузла током зимске паузе.
У љето 2010. прешао је у НК Челик - Зеница. Одиграо је 24 лигашке утакмице, а Челик је ове сезоне изгубио финале Купа БиХ од Жељезничара.
У љето 2011. се вратио у ФК Леотар. Са ФК Леотар је играо у сезони 2014/2015. у Првој лиги Републике Српске.

## Репрезентација
Милошевић је 2002. године одиграо једну утакмицу за младу репрезентацију СРЈ У21.
У септембру 2007. године је позван да игра за репрезентацију Босне и Херцеговине против Молдавије.

## Трофеји

### Модрича
- Првак Републике Српске 2002/2003. и пласман у Премијер лигу

### Зрињски
- Премијер лига Босне и Херцеговине: 2004.–2005.[4]

### Сарајево
- Премијер лига Босне и Херцеговине: 2006.–2007.

### Појединац
- Трофеј Исмир Пинтол: 2008.

## Остало
Живи са супругом Миљаном. Имају двоје дјеце, Андрија и Ирину.
Милошевић је неко вријеме обављао дужност званичног скаута и остварио пар вриједних трансакција. Био је и један од кандидата за спортског директора клуба.
Посједује тренерску А лиценцу (само индивидуални рад). Тренутно је запослен, као скаут тренер, у Њемачкој К3 агенцији.